# Cant de la Passió de Badalona
El "Cant de la Passió" de Badalona és un acte teatral i musicalitzat, que precedeix la processó del silenci del Dijous Sant a la localitat de Badalona. L'acte comença a les escales de l'església de Santa Maria. És una representació del Sant Sopar, amb lletra de mossèn Cinto Verdaguer, i música que prové d'antigues tonades populars del temps quaresmal. L'harmonització es feta pel badaloní Enric Azuaga. La representació es feia tradicionalment a l'interior de l'església. No obstant això, des de l'any 2003 se celebra a l'exterior. Hi participen actors representant Jesús i els seus Apòstols. L'acompanyament està format per tres xirimies, un baixó i un timbal, instruments tots ells d'època barroca i per una coral polifònica.

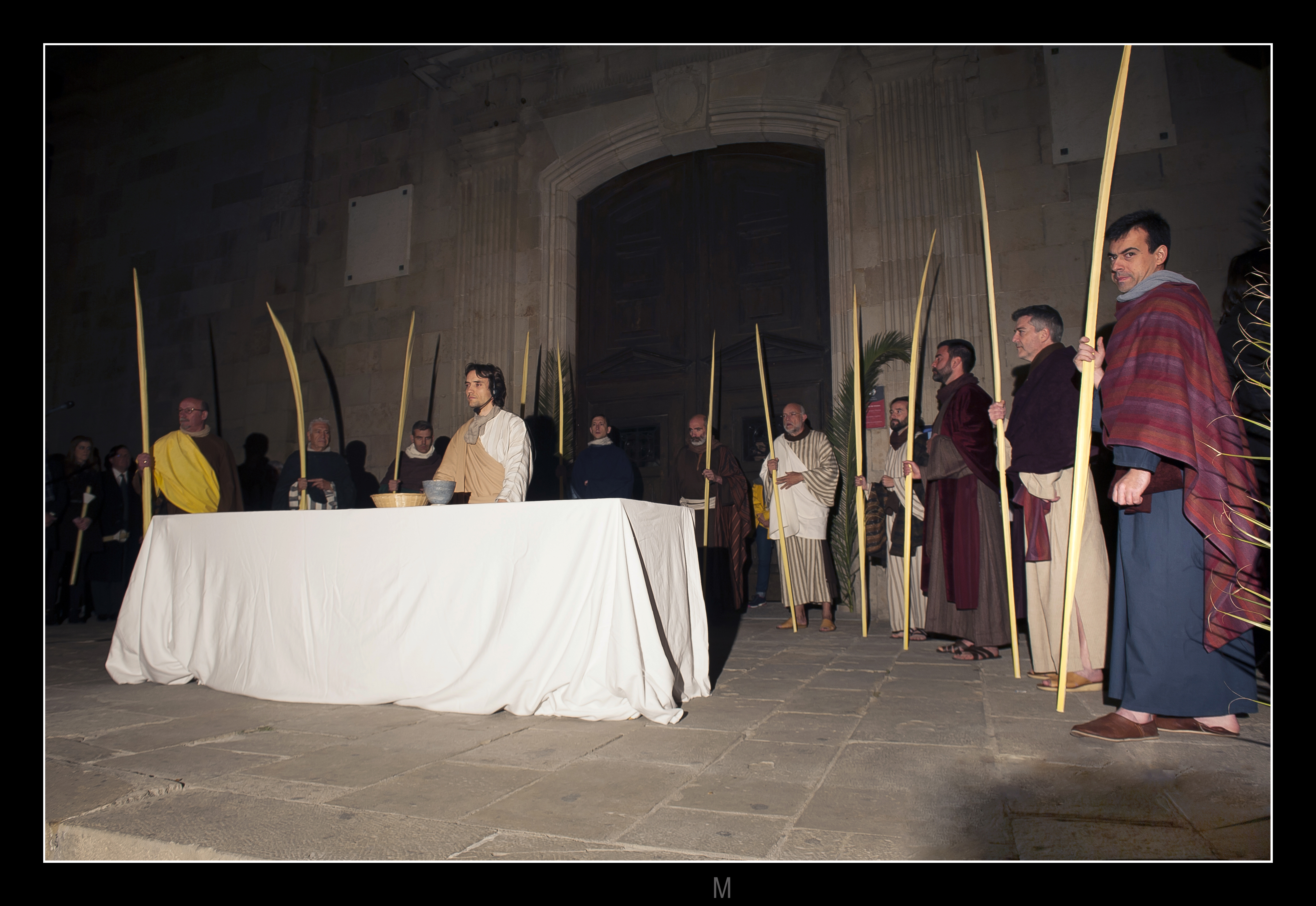
Els Apòstols i Jesús representant el "Cant de la Passió"